# Pemphigus turritus
Pemphigus turritus är en insektsart som beskrevs av Zhang, G.-x. 1997. Pemphigus turritus ingår i släktet Pemphigus och familjen långrörsbladlöss. Inga underarter finns listade i Catalogue of Life.